# 10e étape du Tour de France 2024
Pour un article plus général, voir Tour de France 2024.
La 10e étape du Tour de France 2024 se déroule le mardi 9 juillet 2024 entre Orléans dans le Loiret et Saint-Amand-Montrond dans le Cher, sur une distance de 187,3 kilomètres.

## Parcours
Après un transfert d'environ 200 kilomètres depuis Troyes et une première journée de repos, les coureurs entament la deuxième semaine de course à Orléans, au bord de la Loire franchie entre le départ fictif et le km 0. 
Le parcours passe dans quatre départements (le Loiret, le Loir-et-Cher, l'Indre et le Cher) en mettant le cap au sud puis au sud-est en fin d'étape. Fait rare, le tracé plat ne présente aucune côte répertoriée. Le danger pourrait éventuellement venir de bordures. Un sprint est attendu dans les rues de la petite ville de Saint-Amand-Montrond.

## Déroulement de la course
Cette étape se déroule calmement sans faits de course marquants. Bien emmené par Mathieu van der Poel, Jasper Philipsen s'impose avec deux longueurs d'avance sur le maillot vert Biniam Girmay.

## Résultats
Cette section présente les résultats et prix obtenus au cours de l'étape.

### Classement de l'étape
| Classement de la 10e étape | Classement de la 10e étape | Classement de la 10e étape | Classement de la 10e étape | Classement de la 10e étape |
|                            | Coureur                    | Pays                       | Équipe                     | Temps                      |
| -------------------------- | -------------------------- | -------------------------- | -------------------------- | -------------------------- |
| 1er                        | Jasper Philipsen           | Belgique                   | Alpecin-Deceuninck         | en 4 h 20 min 6 s          |
| 2e                         | Biniam Girmay              | Érythrée                   | Intermarché-Wanty          | + 0 s                      |
| 3e                         | Pascal Ackermann           | Allemagne                  | Israel-Premier Tech        | + 0 s                      |
| 4e                         | Wout van Aert              | Belgique                   | Team Visma-Lease a Bike    | + 0 s                      |
| 5e                         | Fernando Gaviria           | Colombie                   | Movistar Team              | + 0 s                      |
| 6e                         | Sam Bennett                | Irlande                    | Decathlon-AG2R La Mondiale | + 0 s                      |
| 7e                         | John Degenkolb             | Allemagne                  | Team dsm-firmenich PostNL  | + 0 s                      |
| 8e                         | Phil Bauhaus               | Allemagne                  | Bahrain Victorious         | + 0 s                      |
| 9e                         | Dylan Groenewegen          | Pays-Bas                   | Team Jayco AlUla           | + 0 s                      |
| 10e                        | Axel Zingle                | France                     | Cofidis                    | + 0 s                      |
| modifier                   |                            |                            |                            |                            |

### Bonifications en temps
|   | Coureur          | Pays      | Équipe              | Secondes |
| - | ---------------- | --------- | ------------------- | -------- |
| 1 | Jasper Philipsen | Belgique  | Alpecin-Deceuninck  | 10 s     |
| 2 | Biniam Girmay    | Érythrée  | Intermarché-Wanty   | 6 s      |
| 3 | Pascal Ackermann | Allemagne | Israel-Premier Tech | 4 s      |

### Points attribués
| Sprint intermédiaire Romorantin-Lanthenay (km 57,1) | Sprint intermédiaire Romorantin-Lanthenay (km 57,1) | Sprint intermédiaire Romorantin-Lanthenay (km 57,1) | Sprint intermédiaire Romorantin-Lanthenay (km 57,1) | Sprint intermédiaire Romorantin-Lanthenay (km 57,1) |
| --------------------------------------------------- | --------------------------------------------------- | --------------------------------------------------- | --------------------------------------------------- | --------------------------------------------------- |
|                                                     | Coureur                                             | Pays                                                | Équipe                                              | Point(s)                                            |
| 1er                                                 | Kobe Goossens                                       | Belgique                                            | Intermarché-Wanty                                   | 20                                                  |
| 2e                                                  | Harm Vanhoucke                                      | Belgique                                            | Lotto Dstny                                         | 17                                                  |
| 3e                                                  | Jasper Philipsen                                    | Belgique                                            | Alpecin-Deceuninck                                  | 15                                                  |
| 4e                                                  | Biniam Girmay                                       | Érythrée                                            | Intermarché-Wanty                                   | 13                                                  |
| 5e                                                  | Fernando Gaviria                                    | Colombie                                            | Movistar Team                                       | 11                                                  |
| 6e                                                  | Arnaud Démare                                       | France                                              | Arkéa-B&B Hotels                                    | 10                                                  |
| 7e                                                  | Gerben Thijssen                                     | Belgique                                            | Intermarché-Wanty                                   | 9                                                   |
| 8e                                                  | Bryan Coquard                                       | France                                              | Cofidis                                             | 8                                                   |
| 9e                                                  | Ryan Gibbons                                        | Afrique du Sud                                      | Lidl-Trek                                           | 7                                                   |
| 10e                                                 | Arnaud De Lie                                       | Belgique                                            | Lotto Dstny                                         | 6                                                   |
| 11e                                                 | Anthony Turgis                                      | France                                              | TotalEnergies                                       | 5                                                   |
| 12e                                                 | Daniel McLay                                        | Royaume-Uni                                         | Arkéa-B&B Hotels                                    | 4                                                   |
| 13e                                                 | Nils Eekhoff                                        | Pays-Bas                                            | Team dsm-firmenich PostNL                           | 3                                                   |
| 14e                                                 | Cees Bol                                            | Pays-Bas                                            | Astana Qazaqstan Team                               | 2                                                   |
| 15e                                                 | Mark Cavendish                                      | Royaume-Uni                                         | Astana Qazaqstan Team                               | 1                                                   |
| modifier                                            |                                                     |                                                     |                                                     |                                                     |

| Arrivée d'étape Saint-Amand-Montrond (km 187,3) | Arrivée d'étape Saint-Amand-Montrond (km 187,3) | Arrivée d'étape Saint-Amand-Montrond (km 187,3) | Arrivée d'étape Saint-Amand-Montrond (km 187,3) | Arrivée d'étape Saint-Amand-Montrond (km 187,3) |
| ----------------------------------------------- | ----------------------------------------------- | ----------------------------------------------- | ----------------------------------------------- | ----------------------------------------------- |
|                                                 | Coureur                                         | Pays                                            | Équipe                                          | Point(s)                                        |
| 1er                                             | Jasper Philipsen                                | Belgique                                        | Alpecin-Deceuninck                              | 50                                              |
| 2e                                              | Biniam Girmay                                   | Érythrée                                        | Intermarché-Wanty                               | 30                                              |
| 3e                                              | Pascal Ackermann                                | Allemagne                                       | Israel-Premier Tech                             | 25                                              |
| 4e                                              | Wout van Aert                                   | Belgique                                        | Team Visma-Lease a Bike                         | 20                                              |
| 5e                                              | Fernando Gaviria                                | Colombie                                        | Movistar Team                                   | 18                                              |
| 6e                                              | Sam Bennett                                     | Irlande                                         | Decathlon-AG2R La Mondiale                      | 16                                              |
| 7e                                              | John Degenkolb                                  | Allemagne                                       | Team dsm-firmenich PostNL                       | 14                                              |
| 8e                                              | Phil Bauhaus                                    | Allemagne                                       | Bahrain Victorious                              | 12                                              |
| 9e                                              | Dylan Groenewegen                               | Pays-Bas                                        | Team Jayco AlUla                                | 10                                              |
| 10e                                             | Axel Zingle                                     | France                                          | Cofidis                                         | 8                                               |
| 11e                                             | Marijn van den Berg                             | Pays-Bas                                        | EF Education-EasyPost                           | 6                                               |
| 12e                                             | Oliver Naesen                                   | Belgique                                        | Decathlon-AG2R La Mondiale                      | 5                                               |
| 13e                                             | Bryan Coquard                                   | France                                          | Cofidis                                         | 4                                               |
| 14e                                             | Ryan Gibbons                                    | Afrique du Sud                                  | Lidl-Trek                                       | 3                                               |
| 15e                                             | Mathieu van der Poel                            | Pays-Bas                                        | Alpecin-Deceuninck                              | 2                                               |
| modifier                                        |                                                 |                                                 |                                                 |                                                 |

### Prix de la combativité
- Kobe Goossens (Intermarché-Wanty)

## Classements à l'issue de l'étape
Cette section présente le classement général et les différents classements annexes à l'issue de l'étape.

### Classement général
| Classement général | Classement général | Classement général | Classement général      | Classement général |
|                    | Coureur            | Pays               | Équipe                  | Temps              |
| ------------------ | ------------------ | ------------------ | ----------------------- | ------------------ |
| 1er                | Tadej Pogačar      | Slovénie           | UAE Team Emirates       | en 40 h 2 min 48 s |
| 2e                 | Remco Evenepoel    | Belgique           | Soudal Quick-Step       | + 33 s             |
| 3e                 | Jonas Vingegaard   | Danemark           | Team Visma-Lease a Bike | + 1 min 15 s       |
| 4e                 | Primož Roglič      | Slovénie           | Red Bull-Bora-Hansgrohe | + 1 min 36 s       |
| 5e                 | Juan Ayuso         | Espagne            | UAE Team Emirates       | + 2 min 16 s       |
| 6e                 | João Almeida       | Portugal           | UAE Team Emirates       | + 2 min 17 s       |
| 7e                 | Carlos Rodríguez   | Espagne            | Ineos Grenadiers        | + 2 min 31 s       |
| 8e                 | Mikel Landa        | Espagne            | Soudal Quick-Step       | + 3 min 35 s       |
| 9e                 | Derek Gee          | Canada             | Israel-Premier Tech     | + 4 min 2 s        |
| 10e                | Matteo Jorgenson   | États-Unis         | Team Visma-Lease a Bike | + 4 min 3 s        |
| modifier           |                    |                    |                         |                    |

| Classement par points | Classement par points | Classement par points | Classement par points | Classement par points |
| --------------------- | --------------------- | --------------------- | --------------------- | --------------------- |
|                       | Coureur               | Pays                  | Équipe                | Point(s)              |
| 1er                   | Biniam Girmay         | Érythrée              | Intermarché-Wanty     | 267 points            |
| 2e                    | Jasper Philipsen      | Belgique              | Alpecin-Deceuninck    | 193 pts               |
| 3e                    | Jonas Abrahamsen      | Norvège               | Uno-X Mobility        | 107 pts               |
| 4e                    | Anthony Turgis        | France                | TotalEnergies         | 101 pts               |
| 5e                    | Fernando Gaviria      | Colombie              | Movistar Team         | 100 pts               |
| 6e                    | Bryan Coquard         | France                | Cofidis               | 98 pts                |
| 7e                    | Arnaud De Lie         | Belgique              | Lotto Dstny           | 98 pts                |
| 8e                    | Arnaud Démare         | France                | Arkéa-B&B Hotels      | 83 pts                |
| 9e                    | Dylan Groenewegen     | Pays-Bas              | Team Jayco AlUla      | 79 pts                |
| 10e                   | Kévin Vauquelin       | France                | Arkéa-B&B Hotels      | 70 pts                |
| modifier              |                       |                       |                       |                       |

| Classement du meilleur grimpeur | Classement du meilleur grimpeur | Classement du meilleur grimpeur | Classement du meilleur grimpeur | Classement du meilleur grimpeur |
| ------------------------------- | ------------------------------- | ------------------------------- | ------------------------------- | ------------------------------- |
|                                 | Coureur                         | Pays                            | Équipe                          | Point(s)                        |
| 1er                             | Jonas Abrahamsen                | Norvège                         | Uno-X Mobility                  | 33 points                       |
| 2e                              | Tadej Pogačar                   | Slovénie                        | UAE Team Emirates               | 20 pts                          |
| 3e                              | Valentin Madouas                | France                          | Groupama-FDJ                    | 16 pts                          |
| 4e                              | Jonas Vingegaard                | Danemark                        | Team Visma-Lease a Bike         | 15 pts                          |
| 5e                              | Remco Evenepoel                 | Belgique                        | Soudal Quick-Step               | 12 pts                          |
| 6e                              | Stephen Williams                | Royaume-Uni                     | Israel-Premier Tech             | 10 pts                          |
| 7e                              | Carlos Rodríguez                | Espagne                         | Ineos Grenadiers                | 10 pts                          |
| 8e                              | Frank van den Broek             | Pays-Bas                        | Team dsm-firmenich PostNL       | 9 pts                           |
| 9e                              | Ion Izagirre                    | Espagne                         | Cofidis                         | 8 pts                           |
| 10e                             | Juan Ayuso                      | Espagne                         | UAE Team Emirates               | 8 pts                           |
| modifier                        |                                 |                                 |                                 |                                 |

| Classement général du meilleur jeune | Classement général du meilleur jeune | Classement général du meilleur jeune | Classement général du meilleur jeune | Classement général du meilleur jeune |
|                                      | Coureur                              | Pays                                 | Équipe                               | Temps                                |
| ------------------------------------ | ------------------------------------ | ------------------------------------ | ------------------------------------ | ------------------------------------ |
| 1er                                  | Remco Evenepoel                      | Belgique                             | Soudal Quick-Step                    | en 40 h 3 min 21 s                   |
| 2e                                   | Juan Ayuso                           | Espagne                              | UAE Team Emirates                    | + 1 min 43 s                         |
| 3e                                   | Carlos Rodríguez                     | Espagne                              | Ineos Grenadiers                     | + 1 min 58 s                         |
| 4e                                   | Matteo Jorgenson                     | États-Unis                           | Team Visma-Lease a Bike              | + 3 min 30 s                         |
| 5e                                   | Santiago Buitrago                    | Colombie                             | Bahrain Victorious                   | + 5 min 20 s                         |
| 6e                                   | Ben Healy                            | Irlande                              | EF Education-EasyPost                | + 6 min 42 s                         |
| 7e                                   | Javier Romo                          | Espagne                              | Movistar Team                        | + 11 min 6 s                         |
| 8e                                   | Ilan Van Wilder                      | Belgique                             | Soudal Quick-Step                    | + 16 min 6 s                         |
| 9e                                   | Tom Pidcock                          | Royaume-Uni                          | Ineos Grenadiers                     | + 17 min 3 s                         |
| 10e                                  | Maxim Van Gils                       | Belgique                             | Lotto Dstny                          | + 20 min 54 s                        |
| modifier                             |                                      |                                      |                                      |                                      |

| Classement par équipes | Classement par équipes  | Classement par équipes | Classement par équipes |
|                        | Équipe                  | Pays                   | Temps                  |
| ---------------------- | ----------------------- | ---------------------- | ---------------------- |
| 1re                    | UAE Team Emirates       | Émirats arabes unis    | en 120 h 13 min 19 s   |
| 2e                     | Soudal Quick-Step       | Belgique               | + 6 min 4 s            |
| 3e                     | Ineos Grenadiers        | Royaume-Uni            | + 6 min 45 s           |
| 4e                     | Red Bull-Bora-Hansgrohe | Allemagne              | + 7 min 41 s           |
| 5e                     | Movistar Team           | Espagne                | + 12 min 41 s          |
| 6e                     | Bahrain Victorious      | Bahreïn                | + 14 min 33 s          |
| 7e                     | Team Visma-Lease a Bike | Pays-Bas               | + 18 min 34 s          |
| 8e                     | EF Education-EasyPost   | États-Unis             | + 23 min 40 s          |
| 9e                     | Lidl-Trek               | États-Unis             | + 33 min 4 s           |
| 10e                    | Uno-X Mobility          | Norvège                | + 50 min 5 s           |
| modifier               |                         |                        |                        |

## Abandons
Un coureur a abandonné : 
- Aleksandr Vlasov (Red Bull-Bora-Hansgrohe) : non partant